# Intersectielineatie
Een intersectielineatie is in de structurele geologie een denkbeeldige lineaire structuur in gesteente, die de snijlijn aangeeft van twee vlakken in de driedimensionale ruimte. Intersectielineaties worden weergegeven als lijnen met een dip en een diprichting (in de vorm van een azimut).
Intersectielineaties worden benoemd in relatie met de twee snijdende planaire structuren waardoor ze gedefinieerd worden. Als bijvoorbeeld de bedding in een gesteente (aangegeven met S0) wordt aangesneden door een foliatie (bijvoorbeeld S1) die het assenvlak van plooien vormt, wordt de intersectielineatie tussen de twee L0-1 genoemd.
De intersectielineatie tussen een bedding en een foliatie heeft in het ideale geval dezelfde oriëntatie als de plooiassen van plooien die in dezelfde deformatiefase als die foliatie zijn gevormd. Intersectielineaties kunnen daarom gebruikt worden om de oriëntatie van (hypothetische) plooien te voorspellen.